# Élections législatives vanuataises de 1983
Des élections législatives ont lieu au Vanuatu le 2 novembre 1983. Il s'agit des premières élections nationales depuis l'indépendance du pays en 1980. Le Parlement, monocaméral, comprend trente-neuf députés, issus de quatorze circonscriptions, à élire avec un mandat de quatre ans.

## Contexte politique
Le gouvernement sortant est celui du Premier ministre, le pasteur Walter Lini, du Vanua'aku Pati (Parti de Notre Terre). Les élections de 1979 lui ont conféré une majorité absolue, avec vingt-six sièges, les treize autres revenant aux partis dits « modérés », alliance informelle de partis francophones nationaux et provinciaux. La politique du Vanuatu, ancien condominium franco-britannique, est en effet scindée entre les francophones, issus en général des écoles coloniales françaises, et les anglophones, rassemblés derrière Walter Lini. Le Vanua'aku Pati a été le principal mouvement anticolonial, tandis que les francophones se montraient davantage rétifs à une décolonisation rapide. 
En vue des élections de 1983, les francophones se sont pour la plupart rassemblés en une Union des Partis modérés (UPM), bien qu'existe aussi un petit Parti fren mélanésien (issu de l'Église libre protestante), ne présentant de candidat que dans une seule circonscription. Le Parti fren, le Namangi-Aute et le Nagriamel sont des partis régionalistes représentant des autochtones francophones des îles de Malekula et d'Espiritu Santo, et sont proches de l'UPM.
L'attitude des partis vis-à-vis de la décolonisation demeure un thème de campagne, le Vanua'aku Pati accusant ses adversaires francophones d'être financés par la France. Outre ce thème, les partis se différencient par la politique qu'ils proposent. Walter Lini a formulé une idéologie de socialisme chrétien empreinte de 'valeurs autochtones', qu'il qualifie de « socialisme mélanésien », et prône une politique étrangère de non-alignement et de soutien envers les mouvements anti-coloniaux ; l'UPM se veut, comme son nom l'indique, davantage « modérée »,,.
Le Vanua'aku Pati présente le plus de candidats (31), devant l'UPM (25 candidats), le Parti de l'Alliance indépendante (Independent Alliance Party, issu d'une scission du Vanua'aku Pati en 1981) (15 candidats), Nagriamel (mouvement francophile qui avait tenté de proclamer la sécession de l'île d'Espiritu Santo en 1980) (4 candidats), et le Parti fren mélanésien (1 seul candidat). Le taux de participation est de 98,7 % des électeurs inscrits.

## Principaux partis
| Partis ou coalitions | Partis ou coalitions             | Dirigeants        | Résultats en 1979 |
| -------------------- | -------------------------------- | ----------------- | ----------------- |
|                      | Vanua'aku Pati                   | Walter Lini       | 60,77 % 25 sièges |
|                      | Union des Partis modérés         | Vincent Boulekone | 5,80 % 2 sièges   |
|                      | Parti de l'Alliance indépendante | Thomas Reuben     | Nouveau           |
|                      | Nagriamel                        | Jimmy Stevens     | Nouveau           |
|                      | Parti fren mélanésien            | René Luc          | Nouveau           |

## Résultats

### Résultats nationaux
| Parti                    | Parti                            | Voix   | %     | +/-   | Sièges | +/-           |
| ------------------------ | -------------------------------- | ------ | ----- | ----- | ------ | ------------- |
|                          | Vanua'aku Pati                   | 24 313 | 55,05 | 5,72  | 24     | 1             |
|                          | Union des partis modérés         | 12 647 | 28,64 | 10,65 | 12     | 5             |
|                          | Parti de l'Alliance indépendante | 1 738  | 3,94  | Nv    | 0      | en stagnation |
|                          | Nagriamel                        | 1 254  | 2,84  | Nv    | 1      | 1             |
|                          | Namangi-Aute                     | 1 159  | 2,62  | 1,59  | 1      | 1             |
|                          | Parti fraternel mélanésien       | 1 014  | 2,30  | Nv    | 1      | 1             |
|                          | Indépendants                     | 2 040  | 4,62  | 3,44  | 0      | 2             |
|                          |                                  |        |       |       |        |               |
| Votes valides            | Votes valides                    | 44 165 | 98,75 |       |        |               |
| Votes blancs et nuls     | Votes blancs et nuls             | 561    | 1,25  |       |        |               |
| Total                    | Total                            | 44 726 | 100   | –     | 39     | en stagnation |
| Abstentions              | Abstentions                      | 14 986 | 25,10 |       |        |               |
| Inscrits / participation | Inscrits / participation         | 59 712 | 74,90 |       |        |               |

### Analyse
Le Vanua'aku Pati perd un siège, mais conserve sa majorité absolue au Parlement. L'Union des Partis modérés s'impose comme la principale force d'opposition, et comme la seule alternative politique conséquente. Nagriamel conserve son unique siège. Le Parti fren fait son entrée au Parlement, avec un siège.
Le 21 novembre, sans surprise, la majorité des députés reconduisent Walter Lini au poste de Premier ministre.

### Résultats par circonscription
Les résultats sont les suivants :
Ambae / Maewo : 3 députés
| Candidat            | Parti | Parti          | Voix | % | Résultat |
| ------------------- | ----- | -------------- | ---- | - | -------- |
|                     |       |                |      |   |          |
| Onneyn Tahi         |       | VP             | 1107 |   | réélu    |
| Aron Natu           |       | VP             | 631  |   | élu      |
| Amos Bangabiti      |       | UPM            | 564  |   | élu      |
| Frank Bakeo Spooner |       | sans étiquette | 538  |   |          |
| Peter Ngeworongo    |       | VP             | 338  |   |          |
| Jairus Mui          |       | UPM            | 335  |   |          |
| Siméon Revo         |       | sans étiquette | 162  |   |          |
| Ron Wilson          |       | sans étiquette | 87   |   |          |
| Jackson Tarivolo    |       | PAI            | 81   |   |          |
| Japheth Garetilagu  |       | Nagriamel      | 58   |   |          |

Ambrym : 2 députés
| Candidat   | Parti | Parti | Voix | % | Résultat |
| ---------- | ----- | ----- | ---- | - | -------- |
|            |       |       |      |   |          |
| John Tete  |       | UPM   | 1197 |   | élu      |
| Jack Hopa  |       | VP    | 911  |   | réélu    |
| Hivir Bato |       | VP    | 596  |   |          |

Autres îles du sud : 1 député
| Candidat       | Parti | Parti          | Voix | % | Résultat      |
| -------------- | ----- | -------------- | ---- | - | ------------- |
|                |       |                |      |   |               |
| Edward Natapei |       | VP             | 441  |   | élu           |
| Thomas Nentu   |       | UPM            | 267  |   |               |
| John Naupa     |       | sans etiquette | 146  |   | sortant battu |

îles Banks et Torrès : 2 députés
| Candidat          | Parti | Parti | Voix | % | Résultat      |
| ----------------- | ----- | ----- | ---- | - | ------------- |
|                   |       |       |      |   |               |
| Charles Godden    |       | VP    | 789  |   | élu           |
| Norman Roslyn     |       | VP    | 742  |   | réélu         |
| George Worek      |       | PAI   | 188  |   | sortant battu |
| Mol Roy Jim       |       | UPM   | 135  |   |               |
| Daniel Welegtabit |       | UPM   | 116  |   |               |
| Thomas Lagon      |       | PAI   | 188  |   |               |

Éfaté rurale : 3 députés
| Candidat           | Parti | Parti          | Voix | % | Résultat |
| ------------------ | ----- | -------------- | ---- | - | -------- |
|                    |       |                |      |   |          |
| Barak Sopé         |       | VP             | 1076 |   | réélu    |
| Donald Kalpokas    |       | VP             | 1069 |   | réélu    |
| Joël Mansale       |       | UPM            | 891  |   | élu      |
| Tele Taun          |       | VP             | 722  |   |          |
| Morrison Tangarasi |       | PAI            | 305  |   |          |
| Pakoa Andrew       |       | sans étiquette | 125  |   |          |
| James Feandre      |       | sans étiquette | 29   |   |          |

Épi : 1 député
| Candidat    | Parti | Parti | Voix | % | Résultat |
| ----------- | ----- | ----- | ---- | - | -------- |
|             |       |       |      |   |          |
| Jimmy Simon |       | VP    | 852  |   | élu      |
| Jack Waiwo  |       | UPM   | 369  |   |          |

Luganville : 2 députés
| Candidat         | Parti | Parti          | Voix | % | Résultat      |
| ---------------- | ----- | -------------- | ---- | - | ------------- |
|                  |       |                |      |   |               |
| Andrew Welwel    |       | VP             | 471  |   | élu           |
| Alfred Maseng    |       | UPM            | 284  |   | élu           |
| Michel Noël      |       | UPM            | 279  |   |               |
| Celestine Tamata |       | VP             | 279  |   |               |
| Kalmer Vocor     |       | PAI            | 134  |   | sortant battu |
| Devis Vuti       |       | sans étiquette | 52   |   |               |

Malekula : 5 députés
| Candidat        | Parti | Parti          | Voix | % | Résultat      |
| --------------- | ----- | -------------- | ---- | - | ------------- |
|                 |       |                |      |   |               |
| Sethy Regenvanu |       | VP             | 1526 |   | réélu         |
| Adrien Maléré   |       | Namangi-Aute   | 1159 |   | élu           |
| Keith Obed      |       | VP             | 1088 |   | réélu         |
| Aileh Rantes    |       | VP             | 748  |   | élu           |
| Lucien Litoung  |       | UPM            | 649  |   | élu           |
| John Arnhambat  |       | VP             | 489  |   |               |
| Tom Dolly       |       | PFM            | 329  |   |               |
| Narvat Harrison |       | sans étiquette | 209  |   |               |
| Jimmy Simeon    |       | sans étiquette | 206  |   | sortant battu |
| William Kennery |       | sans étiquette | 117  |   |               |
| Kalpen Alick    |       | PAI            | 80   |   |               |
| Apia Bob        |       | PAI            | 64   |   |               |

Paama : 1 député
| Candidat      | Parti | Parti          | Voix | % | Résultat |
| ------------- | ----- | -------------- | ---- | - | -------- |
|               |       |                |      |   |          |
| Edward Harris |       | VP             | 542  |   | réélu    |
| Harry Collins |       | sans étiquette | 384  |   |          |
| Avok Sam      |       | PAI            | 18   |   |          |

Pentecôte : 3 députés
| Candidat           | Parti | Parti     | Voix | % | Résultat |
| ------------------ | ----- | --------- | ---- | - | -------- |
|                    |       |           |      |   |          |
| Walter Lini        |       | VP        | 1351 |   | réélu    |
| Vincent Boulekone  |       | UPM       | 1128 |   | réélu    |
| Ezekiel Buletangsu |       | VP        | 658  |   | élu      |
| Wilson Wayback     |       | VP        | 570  |   |          |
| Gaetano Bulewak    |       | UPM       | 529  |   |          |
| Johnson Tabisang   |       | Nagriamel | 104  |   |          |

Port-Vila : 4 députés
| Candidat          | Parti | Parti          | Voix | % | Résultat |
| ----------------- | ----- | -------------- | ---- | - | -------- |
|                   |       |                |      |   |          |
| Kalpokor Kalsakau |       | VP             | 1025 |   | réélu    |
| Albert Sande      |       | VP             | 850  |   | réélu    |
| Maxime Carlot     |       | UPM            | 768  |   | réélu    |
| Willie Jimmy      |       | UPM            | 644  |   | élu      |
| Ernest Joseph     |       | PAI            | 65   |   |          |
| Peter Ngwele      |       | sans étiquette | 38   |   |          |

Santo rurale / Malo / Aore : 5 députés
| Candidat        | Parti | Parti     | Voix | % | Résultat      |
| --------------- | ----- | --------- | ---- | - | ------------- |
|                 |       |           |      |   |               |
| Sela Molisa     |       | VP        | 1173 |   | réélu         |
| Serge Vohor     |       | UPM       | 811  |   | élu           |
| René Luc        |       | PFM       | 685  |   | élu           |
| Jole Antas      |       | VP        | 669  |   | réélu         |
| Harry Karaeru   |       | Nagriamel | 618  |   | réélu         |
| Manasseh Vocor  |       | VP        | 573  |   |               |
| James Tangis    |       | Nagriamel | 474  |   |               |
| Daniel Dick     |       | UPM       | 451  |   |               |
| Thomas Reuben   |       | PAI       | 252  |   | sortant battu |
| Valui Molisingi |       | PAI       | 102  |   |               |
| Norman Malelivo |       | PAI       | 51   |   |               |

îles Shepherd : 2 députés
| Candidat          | Parti | Parti | Voix | % | Résultat |
| ----------------- | ----- | ----- | ---- | - | -------- |
|                   |       |       |      |   |          |
| Kenneth Tariliu   |       | VP    | 583  |   | réélu    |
| Fred Timakata     |       | VP    | 372  |   | réélu    |
| Toara Lui         |       | PAI   | 205  |   |          |
| Willie Harwel Roy |       | UPM   | 145  |   |          |
| Dick Morrison     |       | UPM   | 105  |   |          |

Tanna : 5 députés
| Candidat        | Parti | Parti          | Voix | % | Résultat      |
| --------------- | ----- | -------------- | ---- | - | ------------- |
|                 |       |                |      |   |               |
| Willie Korisa   |       | VP             | 942  |   | réélu         |
| John Louhman    |       | VP             | 807  |   | réélu         |
| Jean-Marie Léyé |       | UPM            | 800  |   | réélu         |
| Kapum Jack      |       | UPM            | 779  |   | élu           |
| Kawai Thompson  |       | UPM            | 547  |   | élu           |
| Jimmy Moffet    |       | VP             | 323  |   |               |
| Gideon Nambas   |       | sans étiquette | 215  |   | sortant battu |
| Henry Ioukow    |       | PAI            | 109  |   |               |
| Kasso Tom       |       | sans étiquette | 59   |   |               |
| Willy Moses     |       | sans étiquette | 57   |   |               |
| Moses Napa      |       | PAI            | 25   |   |               |